# San Domenico di Guzmán (diaconia)
San Domenico di Guzman (in latino: Diaconia Sancti Dominici Oxomensis) è una diaconia istituita da papa Benedetto XVI il 18 febbraio 2012. La diaconia insiste sulla chiesa di San Domenico di Guzmán.

## Titolari
- Manuel Monteiro de Castro (18 febbraio 2012 - 4 marzo 2022); titolo pro hac vice dal 4 marzo 2022